# Basquilla
Basquilla es el nombre de una enfermedad de los rumiantes y que resulta de una enterotoxemia . Se trata de una toxiinfecciones debida a la acción de toxinas elaboradas por Clostridium perfringens, (Enterotoxemia tipo D). Cursan de forma aguda dando lugar a altas tasas de mortalidad. La necesidad de un factor predisponente (principalmente de tipo alimentario) les confiere un carácter no contagioso. Entre los síntomas clínicos se incluye anorexia, dolor abdominal, y diarrea líquida que puede ser sanguinolenta. En los rumiantes es más habitual en el ganado lanar llegando los pastores a decir que es una especie de rabia que padecen las ovejas. 
El nombre de la enfermedad procede de un diminutivo de la palabra de origen celta basca, que es ansia o desazón que se siente en el estómago antes de vomitar, o la agitación nerviosa que padece un animal rabioso.
En publicaciones del sigo XIX se podía leer: : Esta enfermedad acomete al mejor y más robusto carnero y oveja de los rebaños o hatajos, especialmente por primavera en los parajes abundantes de pastos, como sucede en las riberas del Guadiana, donde se cría el rabanillo que la ocasiona. Se conoce en que los animales que la padecen se paran en la pastoría , dan algunas vueltas semejantes a las de la modorra, saltan, corren y en la misma carrera se caen, les rechinan los dientes, hacen ademanes de rumiar y echan espuma por la boca. Algunos aseguran que sangrándolos inmediatamente del lagrimal se cura la enfermedad, pero otros lo niegan. El remedio más seguro es llevarlos a pastos altos, dejarlos comer poco, sacándolos tarde del redil y encerrándolos temprano. Muchos pastores acostumbran ponerles un bocado de retama para que beban mucho , con lo que aseguran se logra la curación. Las reses muertas de basquilla presentan mucha sangre en el interior del cuerpo. La carne se puede comer sin riesgo.